# Dag Erik Pedersen
Dag Erik Pedersen (Skien, 6 juni 1959 – Helgeroa, 3 juni 2024) was een Noors wielrenner, die tussen 1981 en 1991 beroepsrenner was. 
Pedersen reed voor Italiaanse en Nederlandse ploegen en boekte vooral in Italië en Scandinavië zijn overwinningen. Hij overleed op 64-jarige leeftijd.

## Belangrijkste overwinningen
1979
Ringerike GP
1981
Eindklassement GP Wilhelm Tell
Ringerike GP
1982
Ronde van Lazio
1984
9e en 16e etappe Ronde van Italië
4e etappe Ronde van Noorwegen
Eindklassement Ronde van Noorwegen
1986
15e etappe Ronde van Italië
1989
1e en 5e etappe Ronde van Noorwegen
Eindklassement Ronde van Noorwegen
1990
Eindklassement Ringerike GP
4e, 5e en 6e etappe Ronde van Noorwegen
Eindklassement Ronde van Noorwegen
1991
2e en 5e etappe Ronde van Noorwegen
Eindklassement Ronde van Noorwegen
3e en 6e (ITT) etappe Ronde van Zweden
1992
 Noors kampioen op de weg

## Resultaten in voornaamste wedstrijden
| Jaar | Ronde van Italië | Ronde van Frankrijk | Ronde van Spanje |
| ---- | ---------------- | ------------------- | ---------------- |
| 1982 |                  |                     |                  |
| 1983 |                  |                     |                  |
| 1984 | 10e (2)          |                     |                  |
| 1985 | opgave           |                     |                  |
| 1986 | opgave (1)       |                     |                  |
| 1987 | 59e              |                     |                  |
| 1988 | opgave           |                     |                  |
| 1989 |                  |                     |                  |
| 1990 | opgave           |                     |                  |
| 1991 |                  |                     |                  |

| Jaar | Milaan-San Remo | Gent-Wevelgem | Amstel Gold Race | Luik-Bast.‑Luik | Ronde van Lombardije | Parijs-Tours | Waalse Pijl | Brabantse Pijl |  | WK op de weg |
| ---- | --------------- | ------------- | ---------------- | --------------- | -------------------- | ------------ | ----------- | -------------- |  | ------------ |
| 1982 |                 |               |                  |                 | 17e                  |              |             |                |  |              |
| 1983 | 29e             |               |                  |                 | 16e                  | 14e          |             |                |  | 41e          |
| 1984 | 6e              |               |                  |                 |                      | 10e          | 37e         |                |  |              |
| 1985 |                 |               |                  |                 |                      |              |             |                |  |              |
| 1986 | 19e             |               |                  | ↑               | 24e                  | 10e          | 14e         |                |  | 23e          |
| 1987 | 9e              | 117e          |                  | 16e             |                      |              | 50e         |                |  |              |
| 1988 |                 | 19e           | 43e              |                 |                      |              |             |                |  |              |
| 1989 | 13e             |               |                  |                 | 20e                  | 42e          |             | 5e             |  |              |
| 1990 |                 |               |                  |                 |                      |              |             |                |  |              |
| 1991 |                 |               |                  |                 |                      |              |             |                |  | 87e          |